# شجرة شعاعية (هيكلية بيانات)

مثال على شجرة شعاعية من الهيكل التنظيمي لعام 1924 الذي يوضح السلطة المركزية

مقارنة مخطط الشجرة الشعاعية والشجرة المثلثية

الشجرة الشعاعية أو الخريطة الشعاعية هي طريقة لعرض هيكلية أو تركيب على هيئة شجرة (مثلاً، تركيبة بيانات شجرية) بطريقة تمتد من الداخل إلى الخارج شعاعياً. وهي إحدى طرق العرض الشجري البصرية العديدة. أما من حيث الاستخدام، فهي إحدى أنواع طرق العرض البياني أو التخطيطي للمعلومات.

## مقارنة مع أنواع أخرى من المخططات
في حالة بسيطة، تكون العقدة الأولى (الأم) في القمة، وتكون العقد المرتبطة بها (الأولاد) تحتها. وحيث أن كل عقدة ترتبط بعقدة فرعية واحدة على الأقل، فإن الشكل الناتج يكون مثلثي نسبياً. أما في المخطط الشعاعي، بدلاُ من أن يكون كل جيل من الأجيال المتعاقبة في سطر، يكون كل جيل في مدار خارجي جديد. بما أن طول كل مدار خارجي يزيد بمقدار نصف القطر، فإن ذلك يعني وجود متسع لمزيد من العقد. ستنشر الشجرة الشعاعية أكبر عدد ممكن من العقد في مساحة أكبر إذ أن المستويات تزيد، هنا نستخدم مصطلحي «مستوى» و«عمق». ومع ذلك، فإن عدد العقد يزيد بطريقة أسّية بزيادة المسافة من العقدة الأم، في حين يزيد محيط كل مدار خطياً، وعليه تميل العقد في المدارات الخارجية إلى أن تكون أكثر اكتظاظاً.

## التصميم الأساسي

شجرة شعاعية تخطيطية.

يتم إنشاء المخططات برسمها بدءاً من المركز «الجذر» إلى الخارج. يمثّل المركز حالة خاصة لأن العقد تكون تابعة لنفس العقدة الأم. يمكن توزيع العقد في المستوى الأول بالتساوي، أو يمكن إعطارها أوزاناً حسب عدد الفروع التي تتبع لها. أما للمستويات المتعاقبة، توضع العقد الفرعية في قطاعات تمثل المساحة المتبقية بحيث لا تتقاطع العقد التابعة لإحدى العقد مع العقد التابعة للعقد الأخرى.
ثمة امتدادات عديدة لهذه الخوارزمية، لإنشاء المزيد من المخططات المتوازنة بصرياً، ما يتيح للمستخدم الانتقال من عقدة إلى إخرى بتغيير المركز. أو استيعاب عناوين العقد ودمج الخوارزميات ذات القوى المركزية (الرسم البياني) مع المخططات الشعاعية
.
يتشابه المخطط بعض الشيء مع الشجرة الزائدية مع أن هناك فرقاً أساسياً وهو أن الأشجار الزائدية ترتكز على الهندسة الزائدية، في حين أن المسافة بين المدارات الشجرة الشعاعية تكون خطية نسبياً.

## أمثلة
- راسم الخرائط الذهنية والمدير الذهني هما مثالات على نظم الخرائط الذهنية التي تساعد في إنشاء مخططات شجرية الشكل، مع أنها لا تكون شجرية بعد تخطي المستوى الثاني.
- SpicyNodes هي طريقة لعمل الهيكليات التصورية التي تتيح الانتقال من عقدة إلى أخرى.

## روابط خارجية
- فهرس ومسح شامل عن التقنيات التصويرية الشجرية
- Chris Harrison - WikiViz: ويكيبيديا التصويرية
- الخرائط الشجرية في موقع «التعقيد البصري» نسخة محفوظة 4 مارس 2016 على موقع واي باك مشين.